# Biserica de lemn din Tranișu

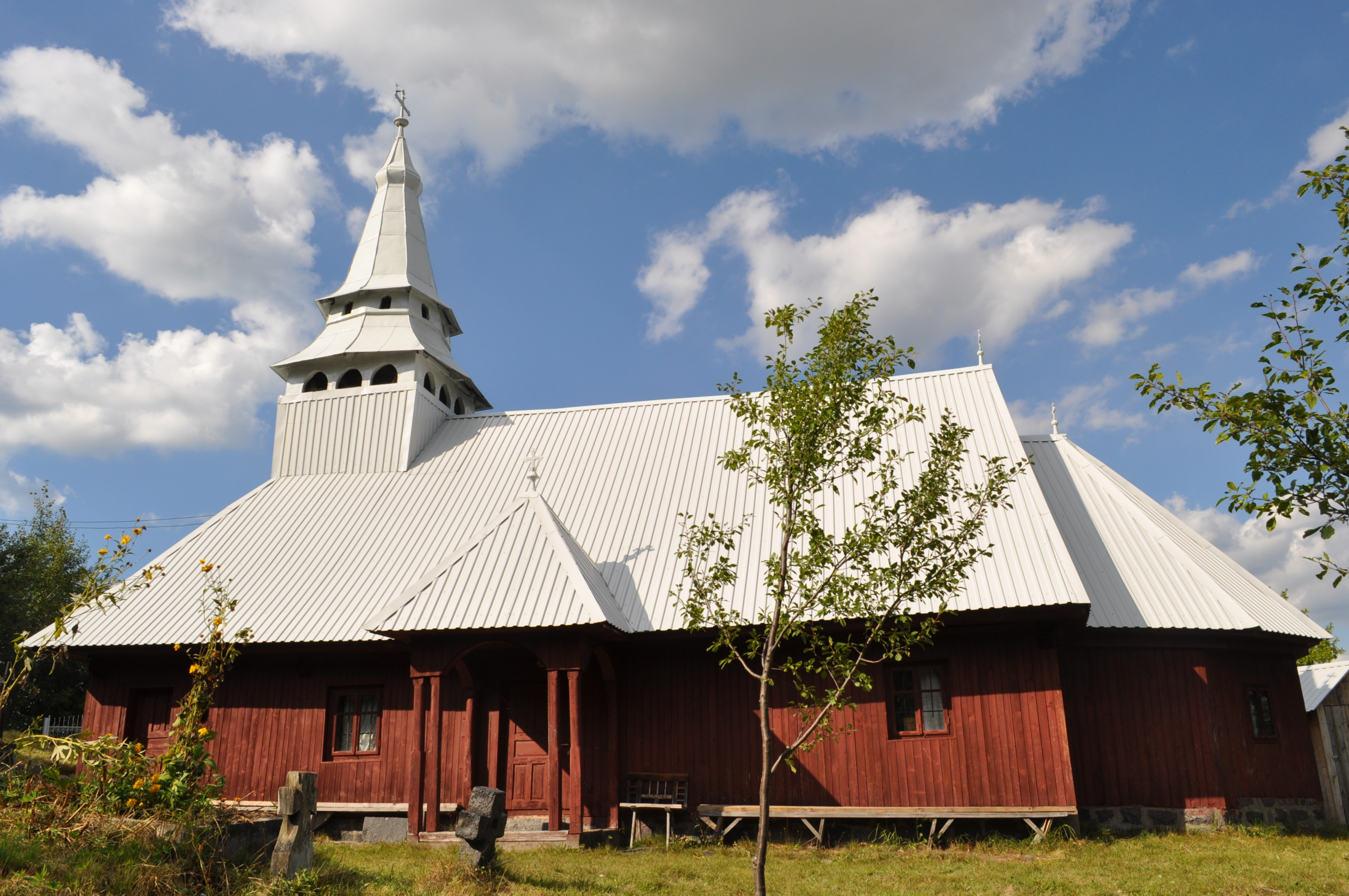
Biserica de lemn „Sfinții Arhangheli Mihail și Gavriil” din Tranișu, comuna Poieni, județul Cluj, foto: septembrie 2011.

Interiorul navei

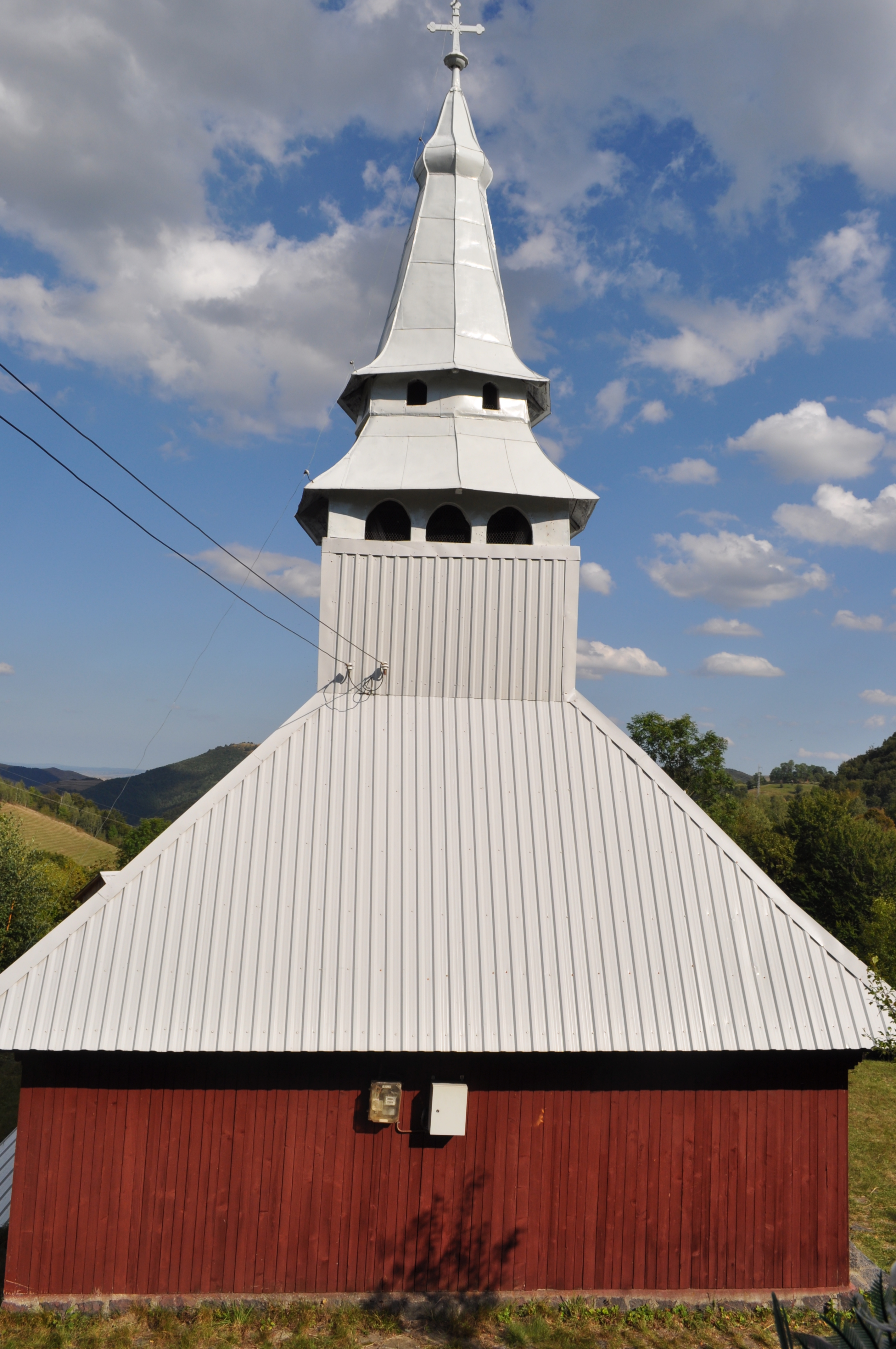
Biserica (vest). Se poate observa coiful turnului, cu galerii suprapuse, o caracteristică a zonei.

Maica Domnului cu Pruncul (icoană pe sticlă, sec.XIX)

Cina cea de Taină (icoană pe sticlă, sec.XIX)

Sfânta Treime (icoană pe sticlă, sec.XIX)

Răstignire (icoană pe sticlă)

Învierea Domnului (icoană pe sticlă)

preotul paroh Rus Pașcu Narcis

Biserica de lemn din Tranișu, comuna Poieni, județul Cluj a fost construită în anul 1850. Are hramul „Sfinții Arhangheli Mihail și Gavriil”.

## Istoric și trăsături
Localitatea Tranișu adăpostește o biserică de lemn puțin cunoscută, o cauză reprezentând-o izolarea și accesul dificil. Biserica a fost ridicată în anul 1850, pe cheltuiala credincioșilor. Predecesoarea ei a fost incendiată în timpul Revoluției de la 1848 de trupele revoluționare maghiare conduse de generalul Bem. Aceștia au luat și un Penticostar tipărit în 1808. Cartea a fost răscumpărată de Palade Nicolae, preotul din parohia Borod, care a trimis-o înapoi în Tranișu în 1851, prin intermediul cântărețului Surdu Ioan.
Acoperișul bisericii a fost reparat în anii 1888, 1930, 1960. Satul fiind unul sărac, depopulat și cu gospodăriile răspândite pe o mare suprafață, fondurile pentru întreținerea bisericii sunt limitate. În ultimii ani, prin eforturile actualului preot s-au făcut lucrări de reparații, pereții sunt înveliți în lambriuri de brad, atât în exterior, cât și în interior și s-a schimbat acoperișul cu unul nou din tablă. 
Prin vechimea ei și valoarea istorică, biserica ar putea fi inclusă pe lista monumentelor istorice.

## Imagini din exterior

Mormântul preotului Barbul Aurel

## Imagini din interior

O parte din arcul de boltă
O parte din arcul de boltă
Sfătul Matiș Aurel (Unguru)